# Niphobolus costatus
Niphobolus costatus là một loài dương xỉ trong họ Polypodiaceae. Loài này được Wall. ex C.Presl mô tả khoa học đầu tiên năm 1836.
Danh pháp khoa học của loài này chưa được làm sáng tỏ. 